# Fußball-Weltmeisterschaft der Frauen
Die Fußball-Weltmeisterschaft der Frauen, offiziell FIFA Women’s World Cup oder FIFA Frauen-Weltmeisterschaft, ist ein Frauenfußballturnier für Nationalmannschaften, das seit 1991 im vierjährigen Turnus immer ein Jahr nach dem Turnier der Männer stattfindet und vom Weltfußballverband FIFA organisiert wird.

## Geschichte
Bevor 1991 die erste offizielle Fußball-Weltmeisterschaft der Frauen in der VR China ausgetragen wurde, fanden bereits einige internationale, meist inoffizielle Turniere für Frauen-Nationalmannschaften statt. Die ersten zwei Turniere hatte die  Fédération Internationale et Européenne de Football Féminin (FIEFF) organisiert: Vom 7. bis 16. Juli 1970 in Italien die Coppa del Mondo mit sieben Teilnehmern (in Bari, Genua, Bologna und Salerno mit 2:0-Finalsieg von Dänemark gegen Italien; andere Teilnehmer waren Mexiko, England, Schweiz und Österreich sowie die Bundesrepublik Deutschland, für die allerdings der SC 07 Bad Neuenahr spielte) und 1971 in Mexiko die Mundial mit sechs Mannschaften (Sieger Dänemark, Finalist Mexiko, Dritter Italien, Vierter Argentinien, dazu England und Frankreich).
Zwischen 1978 und 1987 fanden in Taiwan vier Turniere als Women’s World Invitational Tournament mit bis zu 14 Mannschaften statt, an dem neben Teams aus Asien, Ozeanien und Nordamerika auch der mehrfache deutsche Frauenmeister SSG 09 Bergisch Gladbach teilnahm und 1981 und 1984 gewann. Über die Teilnahme der deutschen Mannschaft 1981 erschien 2020 der Dokumentarfilm Das Wunder von Taipeh.
Zwischen 1982 und 1988 wurden in Italien fünf als Women’s Mundialitos bezeichnete Turniere mit vier beziehungsweise sechs Mannschaften ausgetragen. Bei diesen Turnieren nahm 1984 erstmals die BR Deutschland teil und musste sich nach zwei Siegen in der Gruppenphase erst im Finale den Italienerinnen geschlagen geben.
1988, drei Jahre vor der ersten WM, fand in der VR China, nun schon unter Obhut der FIFA, das sogenannte FIFA-Frauen-Einladungsturnier 1988 (Women’s FIFA Invitational Tournament) mit zwölf Nationalmannschaften aus allen sechs Fußballkontinenten statt, welches vom späteren Weltmeister Norwegen gewonnen wurde. Mannschaften aus dem deutschsprachigen Raum waren hier nicht am Start.

## Regelwerk

### Qualifikation
Um an der Fußball-Weltmeisterschaft der Frauen teilnehmen zu dürfen, müssen sich die Nationalmannschaften qualifizieren. Während bei den meisten Konföderationen die jeweilige Kontinentalmeisterschaft gleichzeitig die Qualifikation ist, führt die UEFA seit 1999 eine separate Qualifikation durch. Bei den Weltmeisterschaften 1991 und 1995 dienten noch die jeweiligen Europameisterschaften als Qualifikation. Das Gastgeberland ist automatisch für die Weltmeisterschaft qualifiziert. Den einzelnen Kontinentalverbänden stehen abhängig von der Spielstärke unterschiedlich viele Startplätze zu.

### Endrunde
Die qualifizierten Mannschaften spielen mit dem vorher bestimmten Gastgeberland in einem ca. drei Wochen dauernden Turnier um den Titel des Weltmeisters. In der ersten Turnierphase, der Gruppenphase, sind die Mannschaften nach dem Zufallsprinzip in sechs Gruppen mit jeweils vier Mannschaften unterteilt, wobei einige Mannschaften nach gewissen Kriterien (Gastgeber, Weltmeister, FIFA-Rangliste) gesetzt und die anderen Mannschaften aus vorwiegend regional orientierten Lostöpfen (Europa, Südamerika, Afrika, Asien) gezogen werden. Damit soll verhindert werden, dass zwei Mannschaften aus einem Kontinent in der Vorrunde aufeinandertreffen. Eine Ausnahme bildet Europa, da es sich bei mehr europäischen Teilnehmern als Gruppen nicht verhindern lässt, dass zwei europäische Nationalmannschaften in der Vorrunde aufeinandertreffen.
Jede Mannschaft spielt in der Vorrunde je einmal gegen jede andere Mannschaft. Ein Sieg wird mit drei Punkten, ein Unentschieden mit einem Punkt bewertet. Die Gruppenersten und -zweiten erreichen das Viertelfinale, während die Gruppendritten und -vierten ausscheiden. Sollten zwei oder mehrere Mannschaften punktgleich sein, gibt es mehrere Kriterien, die eine Entscheidung herbeiführen. Zunächst zählt das bessere Torverhältnis. Sollte dieses ebenfalls gleich sein, zählt die Anzahl der geschossenen Tore. Ab 2015 wurde die Anzahl der Teilnehmer von 16 auf 24 erhöht. Dies hat zur Folge, dass nun wie bei den Männern zwischen 1986 und 1994 die vier besten dritten ihrer jeweiligen Gruppe ebenfalls in die nächste Runde einziehen. Es wird nun zusätzlich ein Achtelfinale ausgetragen.
Ab dem Viertelfinale bzw. ab 2015 dem Achtelfinale geht es im K.-o.-System weiter. Das bedeutet, dass nur der Sieger in die nächste Runde einzieht, während der Verlierer ausscheidet. Steht es nach den regulären 90 Minuten unentschieden, geht das Spiel in die Verlängerung. Bei den Weltmeisterschaften 1999 und 2003 wurde die Verlängerung nach der Golden-Goal-Regel gespielt, d. h. die Mannschaft, die in der Verlängerung das erste Tor erzielt, gewinnt das Spiel. Durch ein solches Golden Goal von Nia Künzer wurde die deutsche Mannschaft 2003 Weltmeister. Diese Regel wurde jedoch wieder abgeschafft, so dass seit 2007 wieder eine komplette Verlängerung gespielt wird. Sollte nach der Verlängerung immer noch kein Sieger feststehen, wird das Spiel im Elfmeterschießen entschieden.
Im Viertelfinale trafen bis 2011 die Gruppenersten auf einen Gruppenzweiten einer anderen Vorrundengruppe. Frühestens im Finale oder im Spiel um Platz 3 könnten zwei Mannschaften aus der gleichen Vorrundengruppe erneut aufeinandertreffen. Die Verlierer des Halbfinales spielen im sogenannten „kleinen Finale“ um den dritten Platz. Die Gewinner des Halbfinales spielen im Finale um den Weltmeistertitel. Der Weltmeister erhält einen Pokal und darf den Titel bis zur nächsten Weltmeisterschaft tragen.
2007 erhielten die Teilnehmer erstmals Preisgelder. 2011 wurde der Betrag erhöht, der Weltmeister erhielt ein Preisgeld von 1.000.000 $, der Vizeweltmeister 800.000 $.
Die von der FIFA 2007 erwogene Erweiterung des Teilnehmerfeldes von 16 auf 24 Mannschaften bei der Weltmeisterschaft 2011 wurde zunächst wieder verworfen. Erst seit der Weltmeisterschaft 2015 wird mit 24 Mannschaften ausgespielt, dabei findet zudem erstmals eine Achtelfinalrunde statt.
Für die WM 2019 wurde das Bewerbungsverfahren im März 2014 eröffnet. Wie die Veranstalter der beiden Turniere 2011 und 2015 soll der 2019-Ausrichter im Jahr davor nach Möglichkeit auch die U-20-Weltmeisterschaft ausrichten, die wie der FIFA-Konföderationen-Pokal bei den Männern als Generalprobe für die WM-Endrunde angesehen wird.
Das Bewerbungsverfahren für die WM 2023 startete 2019, dabei wurde beschlossen, dass das Turnier mit 32 Teams stattfinden soll.

### Frühere Reglements
Bei den ersten beiden Weltmeisterschaften nahmen nur 12 Nationalmannschaften am Turnier teil. Die Mannschaften wurden in drei Gruppen zu je vier Mannschaften aufgeteilt. Neben den Gruppensiegern und -zweiten erreichten die zwei besten Gruppendritten das Viertelfinale.
Zur Weltmeisterschaft 1999 wurde das Teilnehmerfeld von 12 auf 16 Mannschaften vergrößert. Zudem galt die so genannte Golden-Goal-Regel, die aber 2004 wieder abgeschafft wurde.
1991 betrug die Spielzeit 2 × 40 Minuten; ggf. um 2 × 10 Minuten verlängert, wie bei zwei Spielen im Viertelfinale. Seit 1995 gelten die bei Männern üblichen Regeln mit Spielzeiten von 2 × 45 Minuten und 2 × 15 Minuten in der Verlängerung.
1991 bestanden die Kader aus 18 Spielerinnen, von 1995 bis 2003 waren es 20, von 2007 bis 2011 waren es 21 Spielerinnen und seit 2015 sind es 23 Spielerinnen. 1991, 1999 und 2003 standen zwei Torhüterinnen im Kader, 1995 und wieder ab 2007 drei.

## Erstteilnahmen
Bei den neun bislang ausgetragenen Fußballweltmeisterschaftsendrunden gab es insgesamt 44 unterschiedliche Teilnehmer. Brasilien, Deutschland, Japan, Nigeria, Norwegen, Schweden und die USA haben bisher bei allen Turnieren teilgenommen. Die nachfolgende Übersicht zeigt, bei welcher Endrunde welches Land erstmals teilnahm.
| Jahr | Erstteilnehmer   | Erstteilnehmer | Erstteilnehmer    | Erstteilnehmer |
| ---- | ---------------- | -------------- | ----------------- | -------------- |
| 1991 | Brasilien        | China          | Dänemark          | Deutschland    |
| 1991 | Italien          | Japan          | Neuseeland        | Nigeria        |
| 1991 | Norwegen         | Schweden       | Chinesisch Taipeh | USA            |
| 1995 | Australien       | England        | Kanada            |                |
| 1999 | Ghana            | Mexiko         | Nordkorea         | Russland       |
| 2003 | Argentinien      | Frankreich     | Südkorea          |                |
| 2007 | keiner           | keiner         | keiner            | keiner         |
| 2011 | Äquatorialguinea | Kolumbien      |                   |                |
| 2015 | Schweiz          | Thailand       | Spanien           | Kamerun        |
| 2015 | Costa Rica       | Elfenbeinküste | Niederlande       | Ecuador        |
| 2019 | Chile            | Jamaika        | Schottland        | Südafrika      |
| 2023 | Haiti            | Irland         | Marokko           | Panama         |
| 2023 | Philippinen      | Portugal       | Sambia            | Vietnam        |

## Die Turniere im Überblick
| Jahr         | Gastgeber               |             | Finale              | Finale      | Finale    |                     | Spiel um Platz drei | Spiel um Platz drei | Spiel um Platz drei |
| Jahr         | Gastgeber               | Sieger      | Ergebnis            | 2. Platz    | 3. Platz  | Ergebnis            | 4. Platz            |                     |                     |
| 1991 Details | China                   | USA         | 2:1                 | Norwegen    | Schweden  | 4:0                 | Deutschland         |                     |                     |
| 1995 Details | Schweden                | Norwegen    | 2:0                 | Deutschland | USA       | 2:0                 | China               |                     |                     |
| 1999 Details | USA                     | USA         | 0:0 n. V. 5:4 i. E. | China       | Brasilien | 0:0 n. V. 5:4 i. E. | Norwegen            |                     |                     |
| 2003 Details | USA                     | Deutschland | 2:1 n. GG.          | Schweden    | USA       | 3:1                 | Kanada              |                     |                     |
| 2007 Details | China                   | Deutschland | 2:0                 | Brasilien   | USA       | 4:1                 | Norwegen            |                     |                     |
| 2011 Details | Deutschland             | Japan       | 2:2 n. V. 3:1 i. E. | USA         | Schweden  | 2:1                 | Frankreich          |                     |                     |
| 2015 Details | Kanada                  | USA         | 5:2                 | Japan       | England   | 1:0 n. V.           | Deutschland         |                     |                     |
| 2019 Details | Frankreich              | USA         | 2:0                 | Niederlande | Schweden  | 2:1                 | England             |                     |                     |
| 2023 Details | Australien / Neuseeland | Spanien     | 1:0                 | England     | Schweden  | 2:0                 | Australien          |                     |                     |
| 2027 Details | Brasilien               |             |                     |             |           |                     |                     |                     |                     |

## Ranglisten
| Rang | Land        | Titel | Jahr(e)                | 2. | 3. | 4. |
| ---- | ----------- | ----- | ---------------------- | -- | -- | -- |
| 1    | USA         | 4     | 1991, 1999, 2015, 2019 | 1  | 3  |    |
| 2    | Deutschland | 2     | 2003, 2007             | 1  |    | 2  |
| 3    | Norwegen    | 1     | 1995                   | 1  |    | 2  |
| 4    | Japan       | 1     | 2011                   | 1  |    |    |
| 5    | Spanien     | 1     | 2023                   |    |    |    |
| 6    | Schweden    |       |                        | 1  | 4  |    |
| 7    | England     |       |                        | 1  | 1  | 1  |
| 8    | Brasilien   |       |                        | 1  | 1  |    |
| 9    | China       |       |                        | 1  |    | 1  |
| 10   | Niederlande |       |                        | 1  |    |    |
| 11   | Australien  |       |                        |    |    | 1  |
|      | Frankreich  |       |                        |    |    | 1  |
|      | Kanada      |       |                        |    |    | 1  |

| Rang | Konföderation | Titel | 2. | 3. | 4. |
| ---- | ------------- | ----- | -- | -- | -- |
| 1    | UEFA          | 4     | 5  | 5  | 6  |
| 2    | CONCACAF      | 4     | 1  | 3  | 1  |
| 3    | AFC           | 1     | 2  |    | 2  |
| 4    | CONMEBOL      |       | 1  | 1  |    |
| 5    | OFC           |       |    |    |    |
|      | CAF           |       |    |    |    |

## Rekordspielerinnen

### Mehr als ein WM-Titel

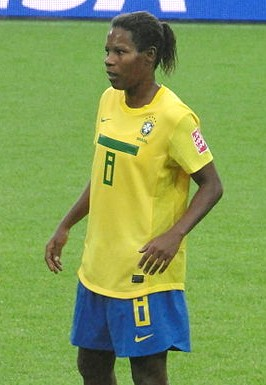
Formiga: Rekordteilnehmerin

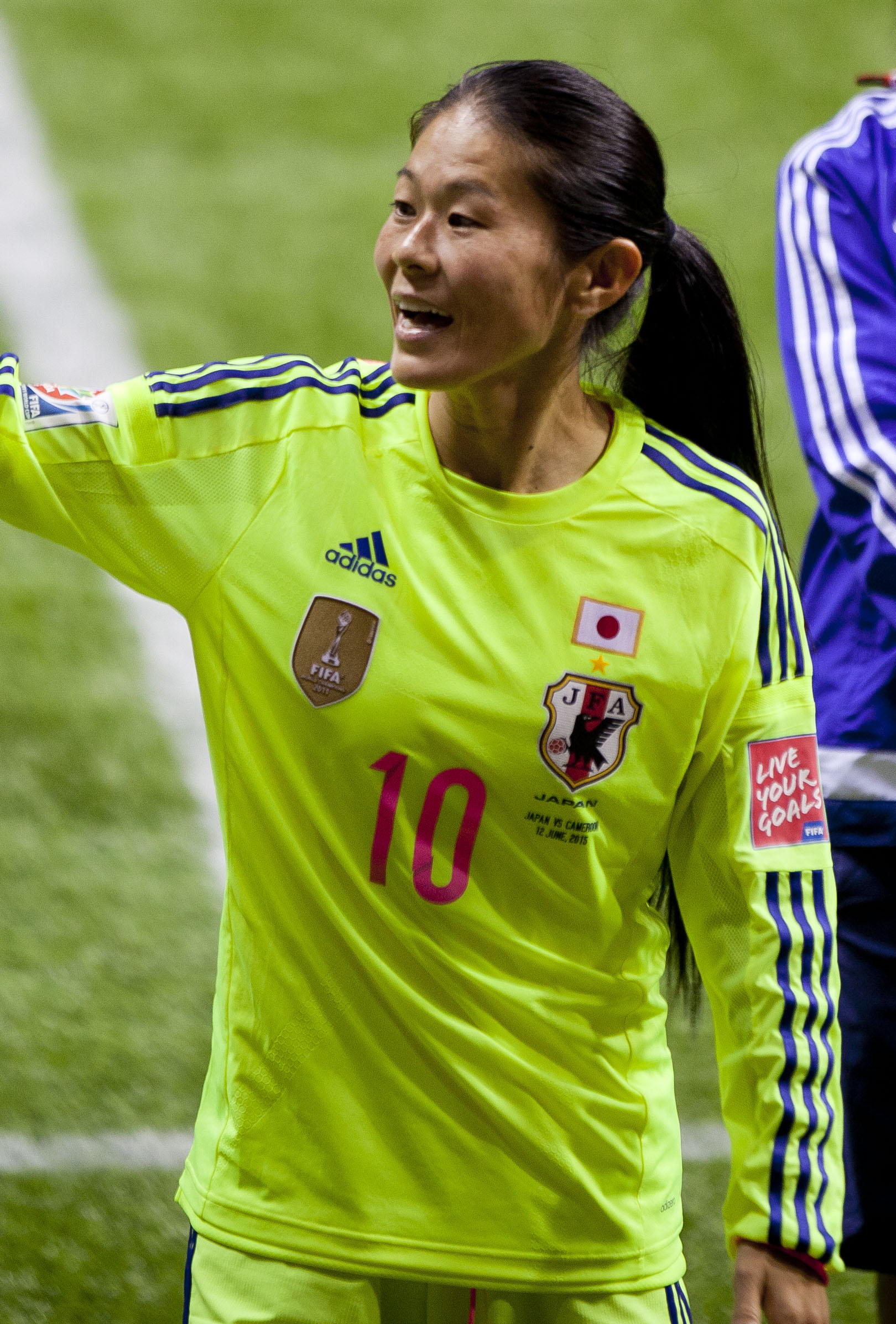
Homare Sawa (2015): Erste Spielerin, die bei sechs WM-Endrunden eingesetzt wurde.

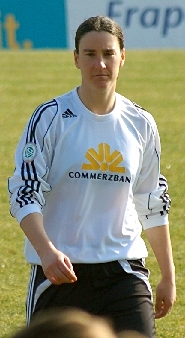
Birgit Prinz (2008): 14 Tore für Deutschland in 24 Spielen bei 5 Endrunden

Aufgeführt sind Spielerinnen, die mehr als einen Titel gewannen.

Bei fett gedruckten Turnieren stand die Spielerin im Finale auf dem Platz.

Bei kursiv gedruckten Turnieren stand die Spielerin im Kader, kam aber nicht zum Einsatz.
Fett gedruckte Spielerinnen nehmen 2023 teil.
| Anzahl | Spielerin          | Turniere   |
| 2      |                    |            |
| ------ | ------------------ | ---------- |
| 2      | Joy Fawcett        | 1991, 1999 |
| 2      | Carla Overbeck     | 1991, 1999 |
| 2      | Julie Foudy        | 1991, 1999 |
| 2      | Kristine Lilly     | 1991, 1999 |
| 2      | Mia Hamm           | 1991, 1999 |
| 2      | Michelle Akers     | 1991, 1999 |
| 2      | Brandi Chastain    | 1991, 1999 |
| 2      | Christie Rampone   | 1999, 2015 |
| 2      | Ariane Hingst      | 2003, 2007 |
| 2      | Birgit Prinz       | 2003, 2007 |
| 2      | Sonja Fuss         | 2003, 2007 |
| 2      | Sandra Minnert     | 2003, 2007 |
| 2      | Kerstin Stegemann  | 2003, 2007 |
| 2      | Kerstin Garefrekes | 2003, 2007 |
| 2      | Renate Lingor      | 2003, 2007 |
| 2      | Martina Müller     | 2003, 2007 |
| 2      | Sandra Smisek      | 2003, 2007 |
| 2      | Linda Bresonik     | 2003, 2007 |
| 2      | Silke Rottenberg   | 2003, 2007 |
| 2      | Nadine Angerer     | 2003, 2007 |
| 2      | Ali Krieger        | 2015, 2019 |
| 2      | Becky Sauerbrunn   | 2015, 2019 |
| 2      | Kelley O’Hara      | 2015, 2019 |
| 2      | Carli Lloyd        | 2015, 2019 |
| 2      | Megan Rapinoe      | 2015, 2019 |
| 2      | Alex Morgan        | 2015, 2019 |
| 2      | Tobin Heath        | 2015, 2019 |
| 2      | Julie Ertz         | 2015, 2019 |
| 2      | Christen Press     | 2015, 2019 |
| 2      | Morgan Brian       | 2015, 2019 |
| 2      | Alyssa Naeher      | 2015, 2019 |
| 2      | Ashlyn Harris      | 2015, 2019 |

### Die meisten WM-Endrunden-Teilnahmen
In fett markierten Jahren wurden die Spielerinnen mit ihren Teams Weltmeister. Bei gleicher Anzahl Teilnahmen richtet sich die Reihenfolge nach dem Jahr, in dem die letzte Teilnahme stattfand.

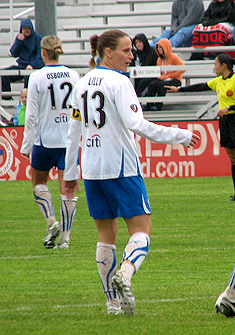
Kristine Lilly (2010): Spielerin mit den meisten WM-Einsätzen

Die Jahreszahlen von Turnieren ohne Spieleinsatz sind kursiv dargestellt.

| Rang | Spielerin          | Teiln. | Turniere                                 |
| ---- | ------------------ | ------ | ---------------------------------------- |
| 1    | Formiga            | 7 (7)  | 1995, 1999, 2003, 2007, 2011, 2015, 2019 |
| 2    | Homare Sawa        | 6 (6)  | 1995, 1999, 2003, 2007, 2011, 2015       |
|      | Marta              |        | 2003, 2007, 2011, 2015, 2019, 2023       |
|      | Christine Sinclair |        | 2003, 2007, 2011, 2015, 2019, 2023       |
|      | Onome Ebi          |        | 2003, 2007, 2011, 2015, 2019, 2023       |
| 6    | Kristine Lilly     | 5 (5)  | 1991, 1995, 1999, 2003, 2007             |
|      | Birgit Prinz       |        | 1995, 1999, 2003, 2007, 2011             |
|      | Christie Rampone   |        | 1999, 2003, 2007, 2011, 2015             |
|      | Cristiane          |        | 2003, 2007, 2011, 2015, 2019             |
|      | Ria Percival       |        | 2007, 2011, 2015, 2019, 2023             |
|      | Ali Riley          |        | 2007, 2011, 2015, 2019, 2023             |
|      | Sophie Schmidt     |        | 2007, 2011, 2015, 2019, 2023             |
|      | Caroline Seger     |        | 2007, 2011, 2015, 2019, 2023             |
|      | Annalie Longo      |        | 2007, 2011, 2015, 2019, 2023             |
| 15   | Bente Nordby       | 5 (4)  | 1991, 1995, 1999, 2003, 2007             |
|      | Clare Polkinghorne |        | 2007, 2011, 2015, 2019, 2023             |
| 17   | Nadine Angerer     | 5 (3)  | 1999, 2003, 2007, 2011, 2015             |
| 18   | Karina LeBlanc     | 5 (2)  | 1999, 2003, 2007, 2011, 2015             |
|      | Lydia Williams     |        | 2007, 2011, 2015, 2019, 2023             |

### Die meisten WM-Endrunden-Einsätze
Im jeweils fett markierten Jahr wurden die Spielerinnen mit ihren jeweiligen Teams Weltmeister.
| Rang | Spielerin          | Spiele | Turniere                                 |
| ---- | ------------------ | ------ | ---------------------------------------- |
| 1    | Kristine Lilly     | 30     | 1991, 1995, 1999, 2003, 2007             |
| 2    | Formiga            | 27     | 1995, 1999, 2003, 2007, 2011, 2015, 2019 |
| 3    | Carli Lloyd        | 25     | 2007, 2011, 2015, 2019                   |
|      | Abby Wambach       | 25     | 2003, 2007, 2011, 2015                   |
| 5    | Julie Foudy        | 24     | 1991, 1995, 1999, 2003                   |
|      | Birgit Prinz       | 24     | 1995, 1999, 2003, 2007, 2011             |
|      | Homare Sawa        | 24     | 1995, 1999, 2003, 2007, 2011, 2015       |
|      | Christine Sinclair | 24     | 2003, 2007, 2011, 2015, 2019, 2023       |
| 9    | Joy Fawcett        | 23     | 1991, 1995, 1999, 2003                   |
|      | Mia Hamm           | 23     | 1991, 1995, 1999, 2003                   |
|      | Marta              | 23     | 2003, 2007, 2011, 2015, 2019, 2023       |
| 12   | Alex Morgan        | 22     | 2011, 2015, 2019, 2023                   |
|      | Bente Nordby       | 22     | 1995, 1999, 2003, 2007                   |
|      | Hege Riise         | 22     | 1991, 1995, 1999, 2003                   |
|      | Bettina Wiegmann   | 22     | 1991, 1995, 1999, 2003                   |
| 16   | Cristiane          | 21     | 2003, 2007, 2011, 2015, 2019             |
|      | Saki Kumagai       | 21     | 2011, 2015, 2019, 2023                   |
|      | Jill Scott         | 21     | 2007, 2011, 2015, 2019                   |
| 19   | Eugénie Le Sommer  | 20     | 2011, 2015, 2019, 2023                   |
|      | Hedvig Lindahl     | 20     | 2007, 2011, 2015, 2019                   |
|      | Megan Rapinoe      | 20     | 2011, 2015, 2019, 2023                   |
|      | Caroline Seger     | 20     | 2007, 2011, 2015, 2019, 2023             |
|      | Sun Wen            | 20     | 1991, 1995, 1999, 2003                   |

Mehr als 30 Spiele waren bis einschließlich 2007 nicht möglich. Fett markierte Spielerinnen sind für die WM 2023 nominiert.

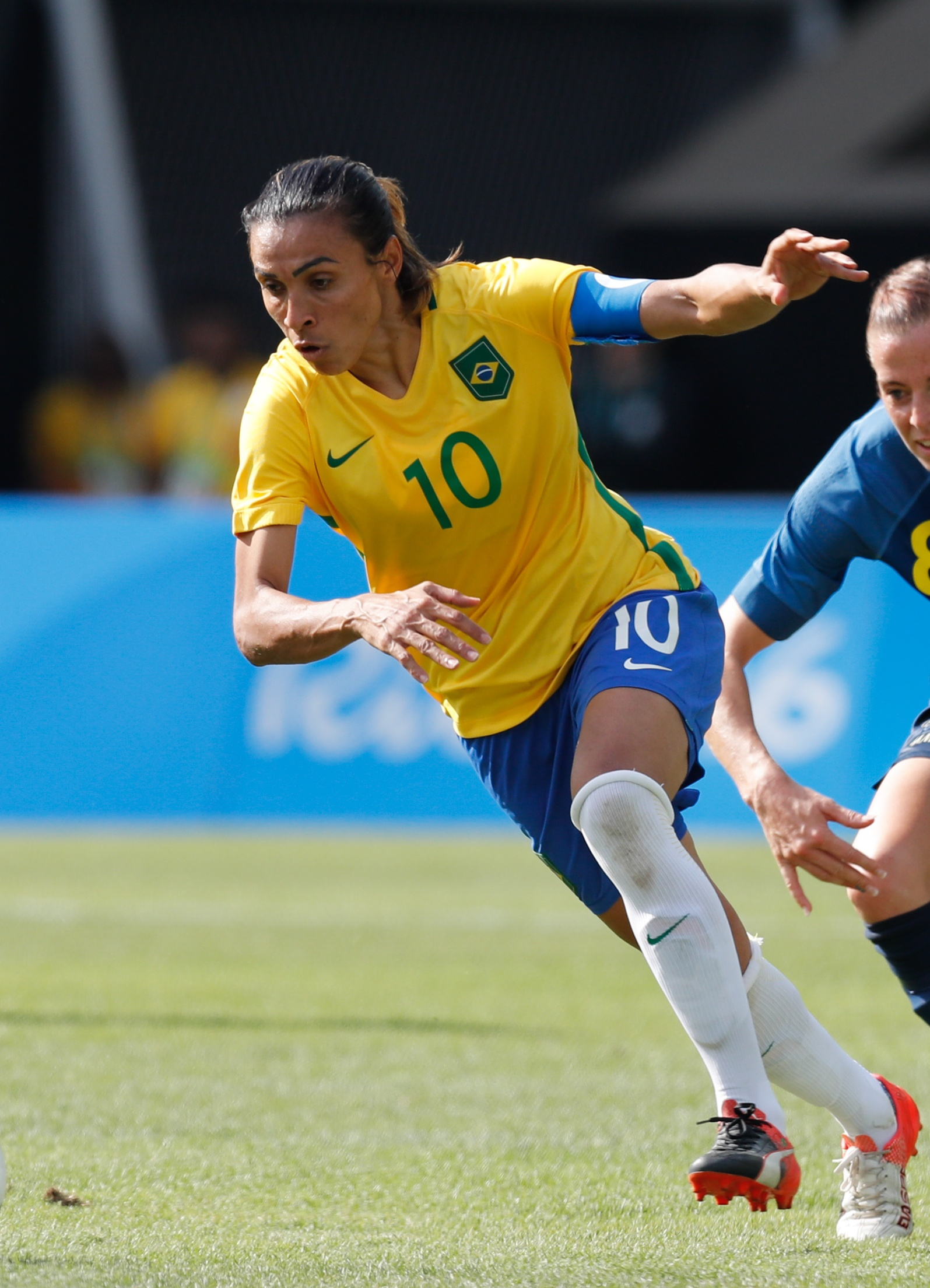
Marta (2016) schoss die meisten WM-Tore

### Die meisten WM-Endrunden-Tore
Diese Tabelle listet alle Spielerinnen mit mindestens zehn WM-Endrunden-Tore auf. Im jeweils fett markierten Jahr wurden die Spielerinnen mit ihren jeweiligen Teams Weltmeister, in unterstrichenen Jahren waren die Spielerinnen Torschützenkönigin.
| Rang | Spielerin           | Tore | Turniere                           |
| ---- | ------------------- | ---- | ---------------------------------- |
| 1    | Marta               | 17   | 2003, 2007, 2011, 2015, 2019       |
| 2    | Birgit Prinz        | 14   | 1995, 1999, 2003, 2007             |
|      | Abby Wambach        | 14   | 2003, 2007, 2011, 2015             |
| 4    | Michelle Akers      | 12   | 1991, 1999                         |
| 5    | Cristiane           | 11   | 2007, 2011, 2015, 2019             |
|      | Sun Wen             | 11   | 1991, 1995, 1999, 2003             |
|      | Bettina Wiegmann    | 11   | 1991, 1995, 1999, 2003             |
| 8    | Ann Kristin Aarønes | 10   | 1995, 1999                         |
|      | Carli Lloyd         | 10   | 2007, 2011, 2015, 2019             |
|      | Heidi Mohr          | 10   | 1991, 1995                         |
|      | Christine Sinclair  | 10   | 2003, 2007, 2011, 2015, 2019, 2023 |

## Auszeichnungen
Seit 1999 erhält der Weltmeister im Frauenfußball den FIFA Women’s World Cup, einen 46,5 cm hohen Pokal. Außerdem dürfen die Nationalmannschaften für jede gewonnene Weltmeisterschaft einen Meisterstern auf dem Trikot tragen. Die deutsche Nationalmannschaft trägt seit der WM 2007 zwei Sterne, bis zu ihrem ersten Titelgewinn 2003 trug sie über dem Logo des DFB die drei Sterne der Herrenmannschaft. Die deutschen Spielerinnen trugen zudem von 2009 bis 2011 auf dem Trikot auf der rechten Seite das FIFA-Trophy-Badge für den aktuellen Weltmeister.
Am Ende jeder Fußball-Weltmeisterschaft der Frauen werden Auszeichnungen an die besten Spielerinnen und an das fairste Team verliehen. Es gibt fünf Arten von Auszeichnungen:
- adidas Goldener Ball für die beste Spielerin
- adidas Goldener Schuh für die erfolgreichste Torschützin
- adidas Goldener Handschuh für die beste Torhüterin
- Hyundai „Beste junge Spielerin“ für die beste Spielerin unter 20 Jahren
- FIFA Fairplay-Award für das fairste Team

| Jahr | Goldener Ball  | Goldener Schuh (Tore)   | Goldener Handschuh  | Beste junge Spielerin | FIFA Fair Play Award |
| ---- | -------------- | ----------------------- | ------------------- | --------------------- | -------------------- |
| 1991 | Carin Jennings | Michelle Akers (10)     | nicht vergeben      | nicht vergeben        | Deutschland          |
| 1995 | Hege Riise     | Ann Kristin Aarønes (6) | nicht vergeben      | nicht vergeben        | Schweden             |
| 1999 | Sun Wen        | Sissi / Sun Wen (7)     | nicht vergeben      | nicht vergeben        | China / Neuseeland   |
| 2003 | Birgit Prinz   | Birgit Prinz (7)        | Silke Rottenberg 1  | nicht vergeben        | China                |
| 2007 | Marta          | Marta (7)               | Nadine Angerer      | nicht vergeben        | Norwegen             |
| 2011 | Homare Sawa    | Homare Sawa (5)         | Hope Solo           | Caitlin Foord         | Japan                |
| 2015 | Carli Lloyd    | Célia Šašić (6)         | Hope Solo           | Kadeisha Buchanan     | Frankreich           |
| 2019 | Megan Rapinoe  | Megan Rapinoe (6)       | Sari van Veenendaal | Giulia Gwinn          | Frankreich           |
| 2023 | Aitana Bonmatí | Hinata Miyazawa (5)     | Mary Earps          | Salma Paralluelo      | Japan                |

## Rekorde
- Längste Serie ohne Niederlage: USA 16[8] Spiele (2011, 2015 und 2019)
- Längste Serie ohne Gegentor: Deutschland 6 Spiele (2007)
- Längste Siegesserie: USA 11 Spiele (2015 bis 2019)
- Meiste Tore: USA – 142 Tore (Stand: 2. August 2023)
- Höchster Sieg: 13:0 der USA gegen Thailand (2019)
- Längste Serie mit mindestens einem Tor pro Spiel: England 2015–2023 - 16 Spiele, zuvor Norwegen mit 15 Spielen (1991–1999)
- Meiste Endspielteilnahmen: USA (1991, 1999, 2011, 2015 und 2019)
- Spielerin mit den meisten Endspielteilnahmen: Birgit Prinz (1995, 2003, 2007)
- Erste Spielerin, die 3 Tore in einem Spiel erzielte: Carolina Morace am 17. November 1991 beim 5:0 von Italien gegen Chinesisch Taipeh.
- Einzige Spielerin, die 3 Tore in einem Finale erzielte: Carli Lloyd (2015)
- Einzige Spielerinnen, die 5 Tore in einem Spiel erzielten: Michelle Akers am 24. November 1991 im Viertelfinale USA gegen Chinesisch Taipeh (Endstand 7:0), darunter ein Hattrick, und Alex Morgan am 11. Juni 2019 im Gruppenspiel der USA gegen Thailand (Endstand 13:0), darunter ebenfalls ein Hattrick in der zweiten Hälfte.
- Schnellste Tore: Lena Videkull (Schweden) am 19. November 1991 gegen Japan (Endstand 8:0) nach 30 Sekunden, Marie-Laure Delie (Frankreich) am 17. Juni 2015 gegen Mexiko nach 34 Sekunden, Melissa Tancredi (Kanada) am 20. September 2007 gegen Australien (Endstand 2:2) nach 37 Sekunden und Lori Chalupny (USA) am 18. September 2007 gegen Nigeria zum 1:0-Endstand in der 54. Sekunde.[9]
- Schnellstes Eigentor: Ifeanyi Chiejine (Nigeria) am 24. Juni 1999 im Spiel gegen die USA in der 2. Minute (Endstand 1:7) und Daiane (Brasilien) am 10. Juli 2011 im Spiel gegen die USA in der 2. Minute (Endstand 3:5 i. E.)
- Casey Phair (Südkorea, * 29. Juni 2007), wurde durch ihren Einsatz gegen Kolumbien am 25. Juli 2023 mit 16 Jahren und 26 Tagen die jüngste Spielerin in der WM-Geschichte.[10]
- Älteste Spielerin in einem WM-Finale war die amerikanische Abwehrspielerin Christie Rampone, die im Finale am 5. Juli 2015 (5:2) gegen Japan 11 Tage nach ihrem 40. Geburtstag eingewechselt wurde. Die langjährige Spielführerin bekam die Kapitänsbinde von Carli Lloyd und reckte gemeinsam mit Abby Wambach den WM-Pokal in die Höhe.
- Älteste Spielerin in einem WM-Spiel war die brasilianische Mittelfeldspielerin Formiga, die im Achtelfinale am 23. Juni 2019 (1:2) gegen Frankreich 41 Jahre und 112 Tage alt war.

## Varia
| Jahr                  | Orte | Stadien | Meldungen 1 | Teams | Spiele | Tore | Tore ø | Zuschauer | Zuschauer ø | Gelbe Karten | ø    | Gelb-Rote Karten | ø    | Platzverweise/Rote Karten | ø    |
| --------------------- | ---- | ------- | ----------- | ----- | ------ | ---- | ------ | --------- | ----------- | ------------ | ---- | ---------------- | ---- | ------------------------- | ---- |
| 1991                  | 4    | 6       | 049         | 12    | 26     | 099  | 3,81   | .0510.000 | 19.615      | 032          | 1,23 | 0                | 0,00 | 1                         | 0,04 |
| 1995                  | 5    | 5       | 055         | 12    | 26     | 099  | 3,81   | .0112.213 | 04.316      | 070          | 2,69 | 2                | 0,08 | 2                         | 0,08 |
| 1999                  | 8    | 8       | 088         | 16    | 32     | 123  | 3,84   | 1.214.209 | 37.944      | 077          | 2,41 | 1                | 0,03 | 4                         | 0,13 |
| 2003                  | 6    | 6       | 098         | 16    | 32     | 107  | 3,34   | .0679.664 | 21.240      | 065          | 2,03 | 0                | 0,00 | 1                         | 0,03 |
| 2007                  | 5    | 5       | 119         | 16    | 32     | 111  | 3,47   | 1.190.971 | 37.218      | 081          | 2,35 | 2                | 0,06 | 0                         | 0,00 |
| 2011                  | 9    | 9       | 126         | 16    | 32     | 086  | 2,69   | .0845.711 | 26.428      | 063          | 1,97 | 0                | 0,00 | 4                         | 0,13 |
| 2015                  | 6    | 6       | 136         | 24    | 52     | 146  | 2,81   | 1.353.506 | 26.029      | 112          | 2,15 | 1                | 0,02 | 2                         | 0,04 |
| 2019                  | 9    | 9       | 148         | 24    | 52     | 146  | 2,81   | 1.131.312 | 21.756      | 124          | 2,38 | 3                | 0,06 | 1                         | 0,02 |
| 2023                  | 12   | 13      | 180         | 32    | 64     | 164  | 2,56   | 1.978.638 | 30.916 2    | 114          | 1,78 | 2                | 0,03 | 4                         | 0,06 |
| 2027                  | 8    | 8       |             | 32    | 64     |      |        |           |             |              |      |                  |      |                           |      |
| Jeweilige Rekordmarke |      |         |             |       |        |      |        |           |             |              |      |                  |      |                           |      |